# 博恩地区圣厄拉利
博恩地区圣厄拉利（法語：Sainte-Eulalie-en-Born，法語發音：[sɛ̃t‿ølali ɑ̃ bɔʁn]）是法国朗德省的一个市镇，位于该省西北部，属于蒙德马桑区。

## 地理
博恩地区圣厄拉利（44°16'25"N, 1°10'58"W）面积70.83 平方千米，位于法国新阿基坦大区朗德省，该省份为法国西南部沿海省份，是法國本土面积第二大的省，北起吉倫特省，西临大西洋，南至大西洋比利牛斯省，东临热尔省，东北与洛特-加龍省接壤。
与博恩地区圣厄拉利接壤的市镇（或旧市镇、城区）包括：欧雷扬、加斯特、米米藏、博恩地区圣保罗、蓬唐克斯莱福日、博恩地区帕朗蒂斯。

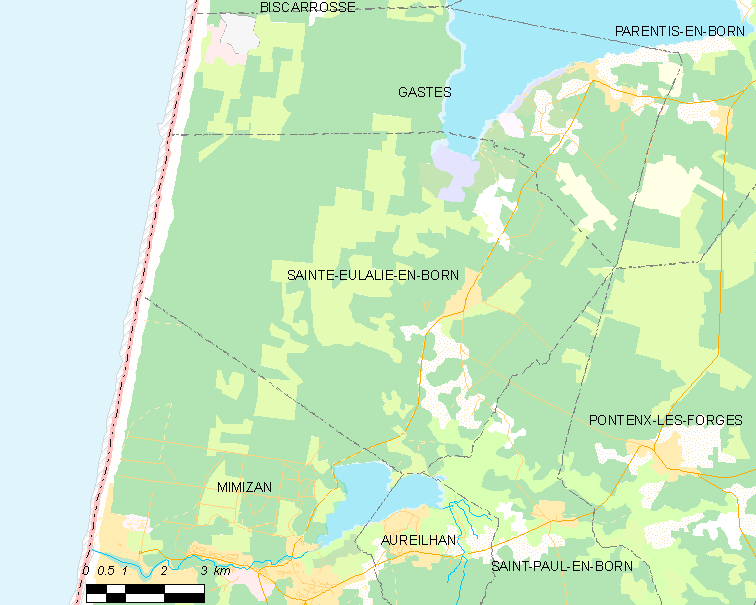
博恩地区圣厄拉利的OSM定位图

博恩地区圣厄拉利的时区为UTC+01:00、UTC+02:00（夏令时）。

## 行政
博恩地区圣厄拉利的邮政编码为40200，INSEE市镇编码为40257。

## 政治
博恩地区圣厄拉利所属的省级选区为大湖县。

## 人口

1962-2008年间博恩地区圣厄拉利人口变化图示

博恩地区圣厄拉利于2022年1月1日时的人口数量为1457人。